# Helga Dernesch
Helga Dernesch (Vienna, 3 febbraio 1939) è un mezzosoprano e soprano austriaca.

## Biografia
Dopo aver compiuto gli studi al Conservatorio di Vienna, sua città natale, entrò a far parte della compagnia stabile dello Stadttheater di Berna, dove esordì come mezzosoprano nel Boris Godunov di Musorgskij nel ruolo di Marina Mniszech (1961), e fino al 1963 poté cimentarsi in importanti ruoli di opere di Mozart, Verdi, Puccini e Wagner. Dal 1964 al 1965 ha fatto parte della compagnia di canto del Teatro dell'opera di Wiesbaden e dal 1966 al 1969 di quella Teatro dell'opera di Colonia.
Esordì al Festspielhaus di Bayreuth, il teatro dedicato all'esecuzione delle opere di Wagner, nel 1965 come Wellgunde (mezzosoprano) nel Crepuscolo degli dei.
Da mezzosoprano divenne soprano lirico e successivamente soprano drammatico. Ha poi cantato nella maggior parte dei teatri dell'opera, tra cui Zurigo, Salisburgo, Amsterdam, Glyndebourne, Londra, Parigi, San Francisco, New York e Chicago. Alla fine degli anni sessanta, Helga Dernesch era una delle interpreti favorite di Herbert von Karajan.
Dopo il 1980 circa Dernesch è tornata a cantare nuovamente come mezzosoprano.
Sposò il tenore austriaco Werner Krenn.

## CD parziale
- Wagner, Crepuscolo degli dei - Karajan/Ridderbusch/Dernesch, Deutsche Grammophon
- Wagner, Sigfrido - Karajan/Thomas/Dernesch/Stolze, Berliner Philharmoniker, Deutsche Grammophon - Grammy Award for Best Opera Recording 1970